# السرب المقاتل 335
السرب المقاتل 335  (بالإنجليزية: 335th Fighter Squadron)‏ هو وحدة جوية تابعة للقوات الجوية الأمريكية. تم تعيينه إلى مجموعة العمليات الرابعة والمتمركزة في قاعدة سيمور جونسون الجوية، في ولاية كارولينا الشمالية.

## معرض صور

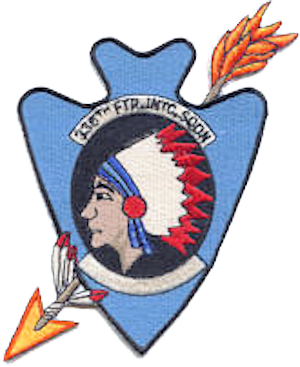
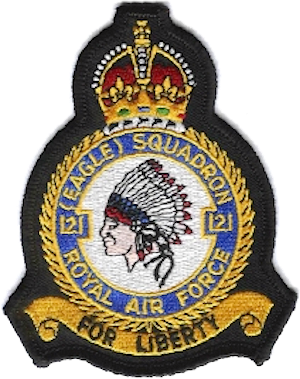
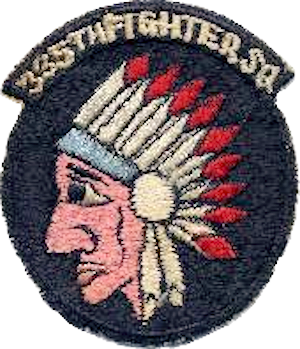